# Pasmo Policy
Pasmo Policy este o arie protejată (arie de protecție specială avifaunistică — SPA) din Polonia întinsă pe o suprafață de 1.190,1 ha, integral pe uscat.

## Localizare
Centrul sitului Pasmo Policy este situat la coordonatele 49°37′17″N 19°37′26″E / 49.6215°N 19.624°E.

## Înființare
Situl Pasmo Policy a fost declarat arie de protecție specială avifaunistică în noiembrie 2008 pentru a proteja 12 specii de animale.

## Biodiversitate
Situată în ecoregiunea alpină, aria protejată nu include niciun habitat protejat.
La baza desemnării sitului se află mai multe specii protejate de  păsări (12): minunița (Aegolius funereus), acvilă de munte (Aquila chrysaetos), cocoșul de mesteacăn (Bonasa bonasia), buha (Bubo bubo), ciocănitoare cu spate alb (Dendrocopos leucotos), ciocănitoare neagră (Dryocopus martius), ciuvică (Glaucidium passerinum), ciocănitoare de munte (Picoides tridactylus), ciocănitoare verzuie (Picus canus), huhurezul mic (Strix uralensis),  cocoș de munte (Tetrao urogallus), mierlă gulerată (Turdus torquatus).